# العواسج

تعديل مصدري - تعديل

العواسج هي إحدى قرى عزلة جيشان بمديرية جيشان التابعة لمحافظة أبين، بلغ تعداد سكانها 284 نسمة حسب تعداد اليمن لعام 2004.